# Howard Carpendale

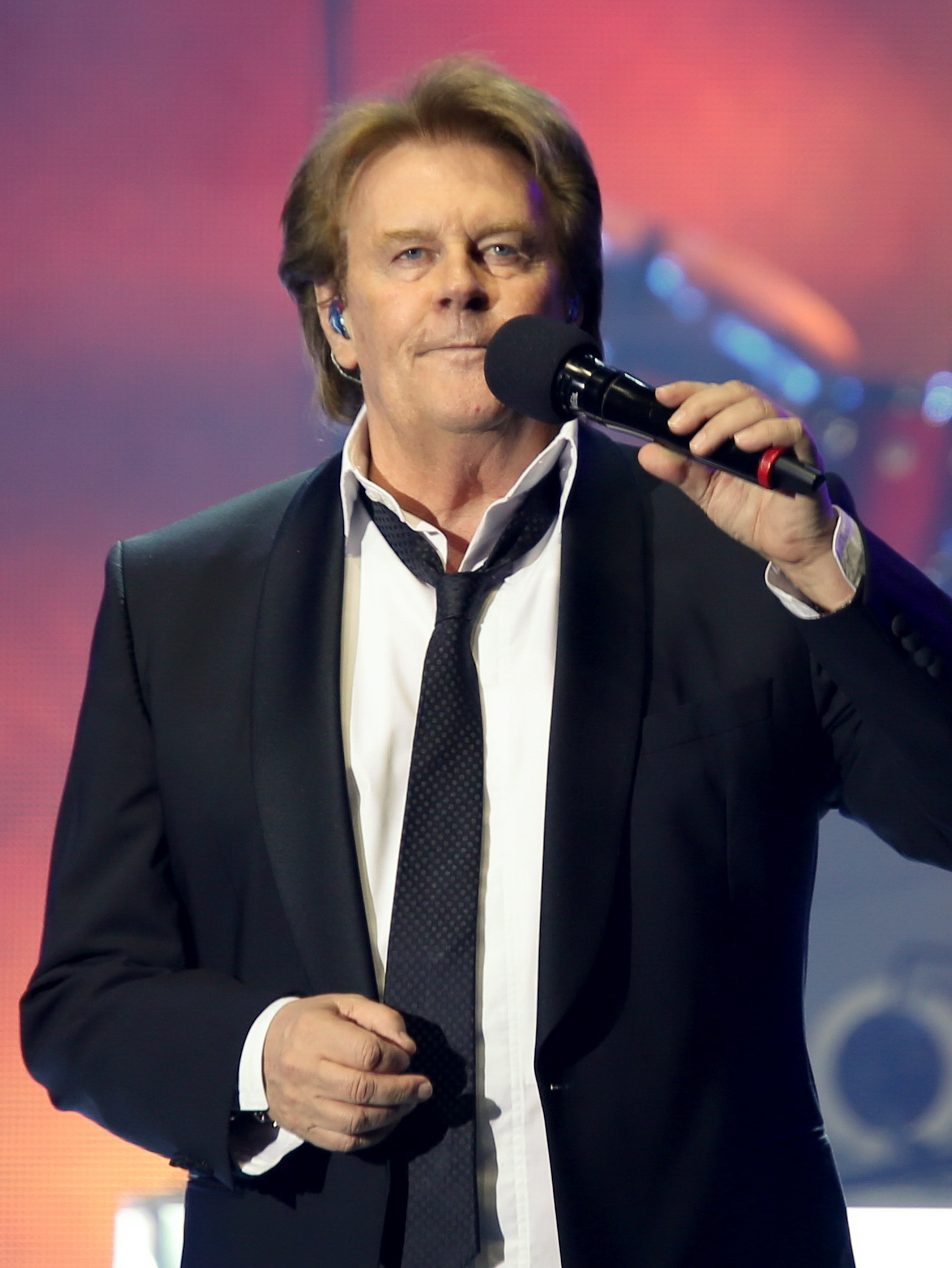
Carpendale em Kempten, Alemanha, fevereiro de 2016

Howard Carpendale (Durban, 14 de janeiro de 1946) é um cantor sul-africano e alemão que vive e atua na Alemanha.

## Biografia
Carpendale é um cantor pop que canta grande parte de suas canções em alemão. Sua canção Nachts, wenn alles schläft, de 1979, esteve entre os 50 singles mais vendidos na Alemanha. Lançou 37 álbuns regulares (álbuns ao vivo e compilações não incluídas), a maioria dos quais incluídos no Top 10 dos álbuns alemães.
Carpendale tem dois filhos, Wayne Carpendale e Cass Carpendale.

## Filmografia
- 1970: Musik, Musik – da wackelt die Penne
- 1984: Niemand weint für immer
- 1992: Wiedersehen in Kanada (filme)
- 1994: Matchball (série de TV)
- 2012: Leb' dein Leben

## Prêmios
- 1981: Goldene Stimmgabel
- 1984: Goldene Stimmgabel
- 1986: Goldene Stimmgabel
- 1987: Goldene Stimmgabel
- 1993: Prêmio Eco na categoria "Artista Schlager/ Volksmusik"
- 1996: Prêmio Eco na categoria "Artista Schlager/ Volksmusik"
- 2004: Prêmio Eco por conquistas vitalícias

## Regravações
- Living Next Door to Alice, versão alemã
- Ti Amo, versão alemã